# 帝國夢
帝國夢，是日本純種競賽馬匹。目前主要勝場有2024年如月賞及2025年紅海草地讓賽。

## 出賽前
2021年1月28日出生於北海道安平町北部牧場，所有權歸於牧場負責人吉田勝己夫人吉田和美旗下。
其後交由栗東訓練中心練馬師坂口智康訓練。

## 競賽生涯

### 2歲
2023年12月2日出戰阪神競馬場2歲新馬戰，比賽初段維持在後方位置，於比賽途中稍微取位下在直路迅速加速上前，最終以3馬位取得首勝。

### 3歲
2024年首戰選擇為如月賞，漏閘之下需要在後方尾二的位置展開推進，同時亦以沉穩的節奏向前。進入直路後，其抽出大外檔位置迅速望空，不斷加速之下成功在最後一步壓過前方的水之輝及Shivers，險勝之下贏得首個分級賽冠軍，同時亦為練馬師坂口智康帶來首個中央分級賽勝利。
稍為休整過後在4月出戰皋月賞，但未能順利加速下僅跑獲第十三，在5月的東京優駿（日本打吡）再度重覆同樣的局面，一直處於後方位置未能衝出，最終以第十七大敗。
入秋後以神戶新聞盃作為起動戰，本次比賽其仍然採用後置的戰術，一直維持在約莫第十二的位置進發，並於途中順應前方的步速。進入直路後，其在外檔後方位置展開衝刺，但最終後上不及下取得第六。
10月按照計劃出戰三冠尾關菊花賞，比賽初段選擇進佔中團靠後位置，在通過第一個彎道時稍微放慢節奏墮後，但在第二圈對面直路末段開始發力上前。進入直路後，其在中外檔位置取位進行加速，有足夠的體力下爆發出全場最快末腳，最終僅敗於名城潮流、拯救者、地球頌及湘南極點取得第五。

### 4歲
2025年首戰為美國賽馬會盃，出閘後再度選擇留後的動作，但於第三彎道前的位置沿外檔上前，在第四彎道結尾抽出外檔取位。進入直路後，其仍然處於外檔中遊位置加速上前，最終未能縮窄和前方距離下跑獲第六。
2月遠征沙特阿拉伯出戰紅海草地讓賽，本次比賽出閘順利下仍然選擇維持於後方遮擋位置，順應前方的步速前進。通過最後彎道時，騎師莫艾誠為避免被散開的馬群阻擋，提早控制帝國夢抽出外檔取位並開始加速。進入直路後，其進入完全望空的狀態並開始衝刺，於最後250米處成功佔先，後續繼續彈離對手下確保優勢，拉開後方的史詩逸才1 1/4馬位輕鬆獲勝。
返回日本後出戰一級賽春季天皇賞，比賽初段隨即選擇留後戰術，一直保持在隊伍最後方位置，直至第二圈對面直路第三彎道前才跟隨大部隊加速上前。進入直路後，其抽出大外檔位置取位，逐步進入狀態下不斷迫近前方賽駒，但始終未能壓制及超越前方的拯救者，最終被對手以頭位差距擊敗憾負。

### 詳細賽績
| 日期       | 舉辦國家   | 馬場     | 距離   | 級別 | 賽事名稱     | 負重 | 騎師     | 馬號 | 出馬 | 名次 | 時間    | 頭馬（二馬）         |
| ---------- | ---------- | -------- | ------ | ---- | ------------ | ---- | -------- | ---- | ---- | ---- | ------- | -------------------- |
| 2/12/2023  | 日本       | 阪神     | 草2000 |      | 2歲新馬      | 56   | 毛振鵬   | 12   | 5    | 1    | 2:01.4  | （A Shin Bonaparte） |
| 4/2/2024   | 日本       | 京都     | 草1800 | GIII | 如月賞       | 57   | 龐可立   | 12   | 12   | 1    | 1:46.8  | （水之輝）           |
| 14/4/2024  | 日本       | 中山     | 草2000 | GI   | 皋月賞       | 57   | 毛振鵬   | 17   | 17   | 13   | 1:58.5  | 駿天潮城             |
| 26/5/2024  | 日本       | 東京     | 草2400 | GI   | 東京優駿     | 57   | 西村淳也 | 17   | 4    | 17   | 2:25.8  | 野田分位             |
| 22/9/2024  | 日本       | 中京     | 草2200 | GII  | 神戶新聞盃   | 57   | 幸英明   | 14   | 14   | 6    | 2:12.9  | 名將田原             |
| 20/10/2024 | 日本       | 京都     | 草3000 | GI   | 菊花賞       | 57   | 薛達祺   | 18   | 7    | 5    | 3:04.6  | 名城潮流             |
| 26/1/2025  | 日本       | 中山     | 草2200 | GII  | 美國賽馬會盃 | 56   | 黎敏滔   | 18   | 10   | 6    | 2:12.8  | 野田分位             |
| 22/2/2025  | 沙特阿拉伯 | 安都拉茲 | 草3000 | GII  | 紅海草地讓賽 | 60   | 莫艾誠   | 10   | 5    | 1    | 3:06.63 | （史詩逸才）         |
| 4/5/2025   | 日本       | 京都     | 草3200 | GI   | 春季天皇賞   | 58   | 薛達祺   | 14   | 15   | 2    | 3:14.0  | 拯救者               |

## 血統簡介
父系神威啟示爲日本賽駒，生涯戰績優秀，曾勝出一級賽菊花賞及日本盃，退役後亦有優秀的配種成績。祖父吉兆爲美國生產的日本賽駒，生涯戰績彪炳，曾於2002年及2003年連霸秋季天皇賞及有馬紀念。
母系日本莎華為日本賽駒，生涯僅勝出條件戰。外祖父森林寶穴爲日本賽駒，生涯戰績優秀，曾勝出東京優駿（日本打吡）及日本盃。

### 血統表
| 父線：雷弼圖系（Hail to Reason系）         |                              |                |                 |
| 種馬 神威啟示 2010年（棗色）               | 吉兆 1999年（深棗色）        | Kris S.        | 雷弼圖          |
| 種馬 神威啟示 2010年（棗色）               | 吉兆 1999年（深棗色）        | Kris S.        | Sharp Queen     |
| 種馬 神威啟示 2010年（棗色）               | 吉兆 1999年（深棗色）        | Tee Kay        | Gold Meridian   |
| 種馬 神威啟示 2010年（棗色）               | 吉兆 1999年（深棗色）        | Tee Kay        | Tri Argo        |
| 種馬 神威啟示 2010年（棗色）               | 西沙里奧 2002年（黑色）      | 特別週         | 週日寧靜        |
| 種馬 神威啟示 2010年（棗色）               | 西沙里奧 2002年（黑色）      | 特別週         | Campaign Girl   |
| 種馬 神威啟示 2010年（棗色）               | 西沙里奧 2002年（黑色）      | Kirov Premiere | 鞍匠井          |
| 種馬 神威啟示 2010年（棗色）               | 西沙里奧 2002年（黑色）      | Kirov Premiere | Querida         |
| 繁殖雌馬 日本莎華 2012年（棗色）           | 森林寶穴 1998年（棗色）      | 東來兵         | Kampala         |
| 繁殖雌馬 日本莎華 2012年（棗色）           | 森林寶穴 1998年（棗色）      | 東來兵         | Severn Bridge   |
| 繁殖雌馬 日本莎華 2012年（棗色）           | 森林寶穴 1998年（棗色）      | Dance Charmer  | 雷利耶夫        |
| 繁殖雌馬 日本莎華 2012年（棗色）           | 森林寶穴 1998年（棗色）      | Dance Charmer  | Skillful Joy    |
| 繁殖雌馬 日本莎華 2012年（棗色）           | Glitter Chara 2005年（栗色） | French Deputy  | Deputy Minister |
| 繁殖雌馬 日本莎華 2012年（棗色）           | Glitter Chara 2005年（栗色） | French Deputy  | Mitterand       |
| 繁殖雌馬 日本莎華 2012年（棗色）           | Glitter Chara 2005年（栗色） | 靈犬           | 週日寧靜        |
| 繁殖雌馬 日本莎華 2012年（棗色）           | Glitter Chara 2005年（栗色） | 靈犬           | Rustic Belle    |
| 雌系：號族：20-a                           |                              |                |                 |
| 五代內近親交配：週日寧靜 4×4、北地舞人 5×5 |                              |                |                 |

## 命名由來
名字Byzantine Dream（ビザンチンドリーム）意思是「拜占庭帝國的夢想」，香港則以簡化後的「帝國夢」作為翻譯。

## 外部連結
- 帝國夢 netkeiba.com （页面存档备份，存于）
- 血統表 （页面存档备份，存于）